# Église Saint-Majan de Villemagne-l'Argentière
L'église Saint-Majan de Villemagne-l'Argentière est une église catholique située à Villemagne-l'Argentière, en France.

## Localisation
L'église est située sur la commune de Villemagne-l'Argentière dans le département français de l'Hérault et la région Languedoc-Roussillon.

## Historique
L'abbaye de Villemagne a été fondée dans un lieu-dit qui se nommait à l'origine Cogne ou Cognense.
L'abbaye de Villemagne apparaît dans la liste des monastères impériaux dressée en 817 au cours du concile d'Aix-la-Chapelle. Son origine est inconnue. Le mauriste dom Claude Estiennot a donné, sans preuves, pour fondateurs les abbés Clarinus Lubila dont Théodulf parle dans ses poèmes. Cette fondation par Clarinus daterait de la fin du VIIe siècle. Le monastère a été détruit par les Sarrasins quand ils ont envahi la Septimanie et rétabli par Charlemagne L'abbaye a d'abord été dédiée à saint Martin.
L'abbaye a ajouté la dédicace à saint Majan, confesseur et martyr, en 893, après le vol par deux moines du monastère de Cogne (Cognense monasterium), Sulsani et Centulle, des reliques du saint à Lombez. Ce vol a été fait au cours de l'épiscopat de Théodard de Narbonne, évêque de Narbonne, et Agilbert de Béziers, probablement en 892. La relation de ce transfert donne le nom du premier abbé connu, Vénérand.
Au Xe siècle, les vicomtes de Narbonne ont donné plusieurs reliques à l'abbaye. Celle-ci se trouvant à proximité de la Via Tolosana du chemin de Saint-Jacques, l'abbaye a attiré des pèlerins venus vénérer les reliques de saint Majan. 
En 1156, le roi Louis VII a autorisé l'abbé à mettre en défense l'abbaye et ses dépendances. Philippe II Auguste renouvelle cette autorisation en 1212. Au XIIe siècle, l'abbaye dépend de Roger II Trencavel, vicomtes de Carcassonne et de Béziers, et d'Ermengarde de Narbonne. Ils signent un accord en 1164 pour se partager les revenus des mines de plomb argentifère.
Une église est construite au XIIe siècle avec une tour-clocher défensive. Au XIIIe siècle, l'église est reconstruite plus au sud, côté est du cloître, en élargissant le nef unique. L'abside à 7 pans du chœur avec cinq chapelles entre les contreforts a été construite un siècle plus tard.

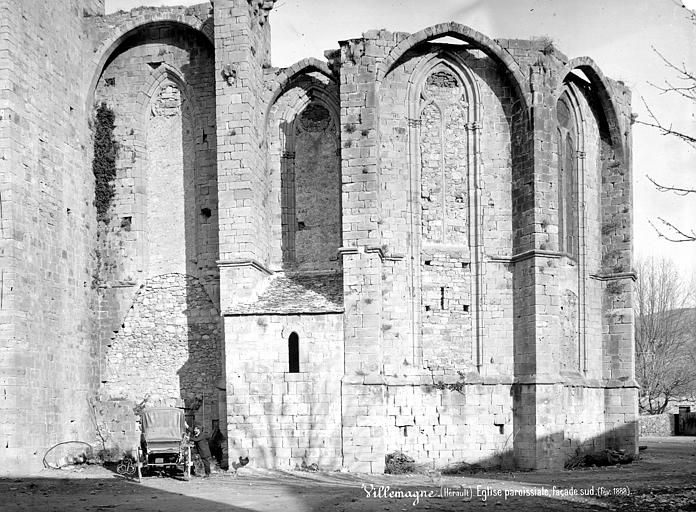
Le chevet et la façade sud de l'église
(Médiathèque du patrimoine)

Les grandes compagnies et les troupes du prince Noir ravagent le Languedoc dans la seconde moitié du XIVe siècle nécessitant de fortifier l'église. Une lettre du pape Grégoire XI indique qu'en 1373, l'abbé de Villemagne, Pons, demandait une aide contre les routiers qui assiégeaient la ville. Pour se défendre, les religieux ont bouché les fenêtres de la base jusqu'au larmier médian et en construisant des arcs brisés portant un parapet crénelé en avant d'un chemin de ronde entre les contreforts permettant de protéger la base des murs.
Grâce aux mines d'argent, l'abbaye a prospéré jusqu'en 1560. En 1562, Claude de Narbonne-Caylus, baron de Faugères et de Lunas, à la tête des huguenots du Languedoc, s'empare de l'abbaye. Les protestants la pillent, brûlent les archives et détruisent des bâtiments. Les désordres internes et les guerres de Religion ont entraîné la ruine et la désertion de l'abbaye. Les moines se sont réfugiés à Saint-Maur, près de Paris. 
Les religieux reviennent en 1661. Entre-temps, ils ont demandé un devis pour la restauration de l'abbaye, en 1638, à un architecte de Toulouse, frère Denis Louvier. Jules Renouvier donne le texte de ce devis qui commence par une citation du premier livre des Macchabées (I. Machab.4.37-38) « vederunt sanctificationem desertam altare profanatum, et portas exustas, et in atriis virgulta nata sicut in saltu vel in montibus » (En voyant le sanctuaire désert, l'autel profané, les portes brûlées, des arbrisseaux croissant dans le parvis comme dans un bois ou sur les montagnes) pour décrire l'état de l'abbaye quand il l'a visité pour établir son devis. L'église n'a plus de voûte. La nef est en ruine. Il propose de ne pas reconstruire la nef car son coût serait trop important et de se contenter de construire un mur pignon pour fermer l'église au droit du clocher et d'utiliser la pierre plutôt que le bois pour refaire la couverture car elle est en abondance dans le pays.
L'abbaye est restée indépendante jusqu'à ce qu'elle rejoigne la congrégation de Saint-Maur en 1663. Ce qu'il reste de l'église, deux travées de la nef et l'abside, est restaurée. L'église est fermée à l'ouest par une nouvelle façade. Les bâtiments monastiques ont été reconstruits dans la seconde moitié du XVIIe siècle et au XVIIIe siècle.
Il reste six moines dans l'abbaye quand ils doivent la quitter, le 1er janvier 1791. Elle est vendue comme bien national le 27 mai 1791. L'église Saint-Majan a été vendue au verrier Giral qui y installe un four à verre.
Pour protéger l'église contre les crues de la Mare, le sol de l'église est rehaussé pendant le Premier Empire. Les fouilles ont montré que le sol initial se trouvait à 2,06 m au-dessous du sol actuel. Après la crue de la Mare du 13 novembre 1818, l'église Saint-Grégoire est inondée et dégradée. Elle est abandonnée. La commune a racheté l'église Saint-Méjan, en 1820, pour en faire l'église paroissiale.

## Protection
L'édifice est classé au titre des monuments historiques en 1921.

## Galerie

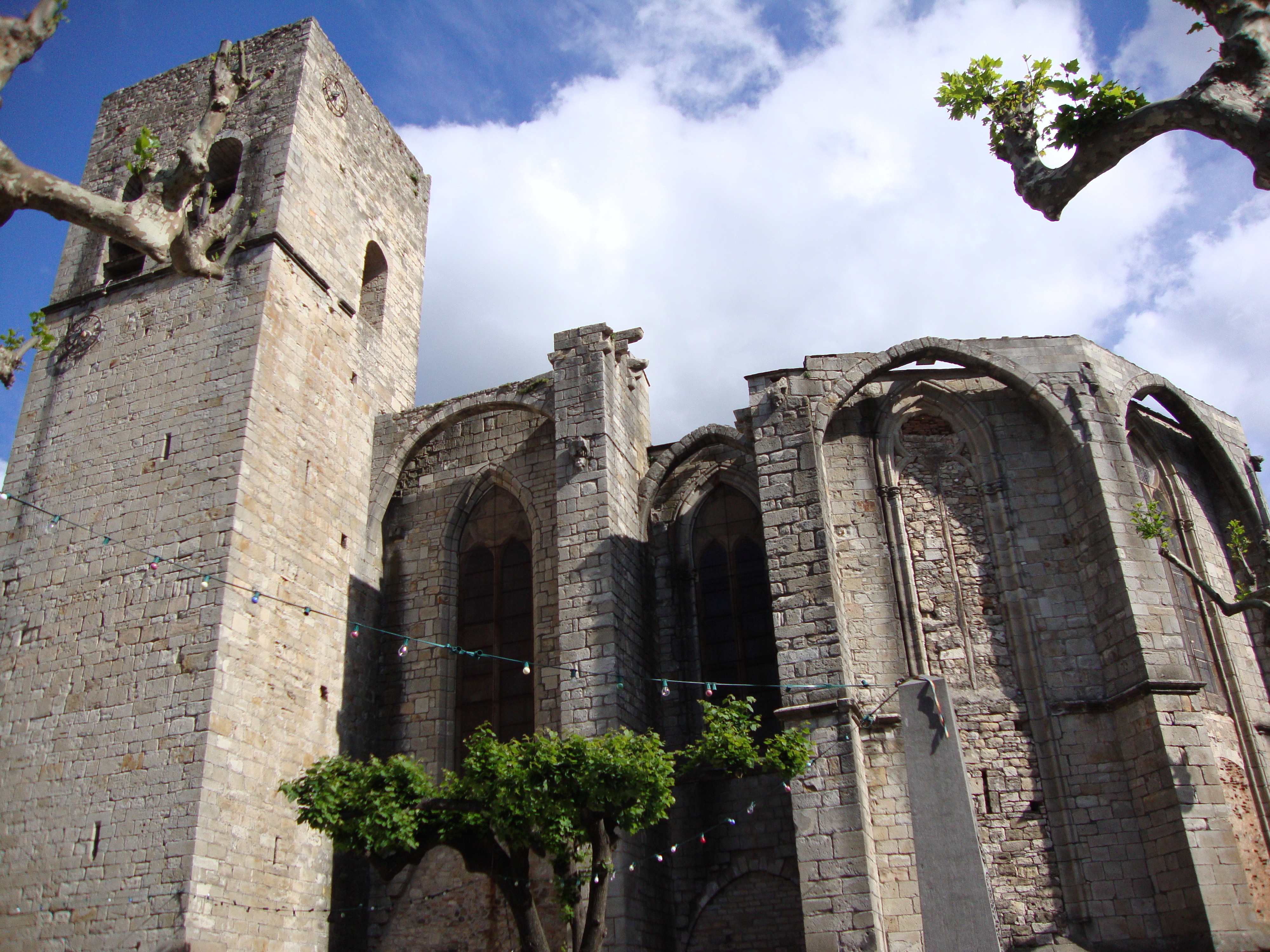
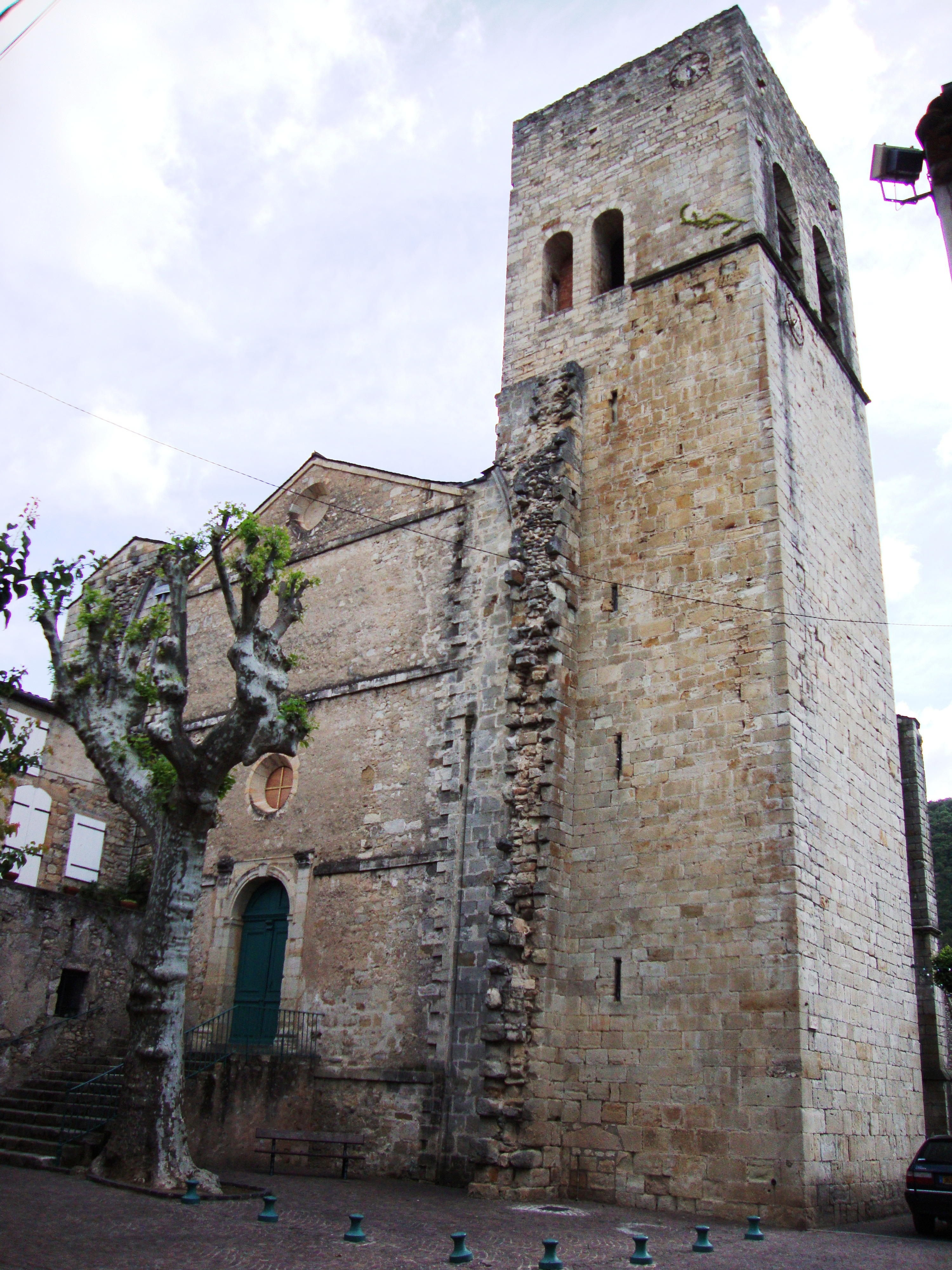
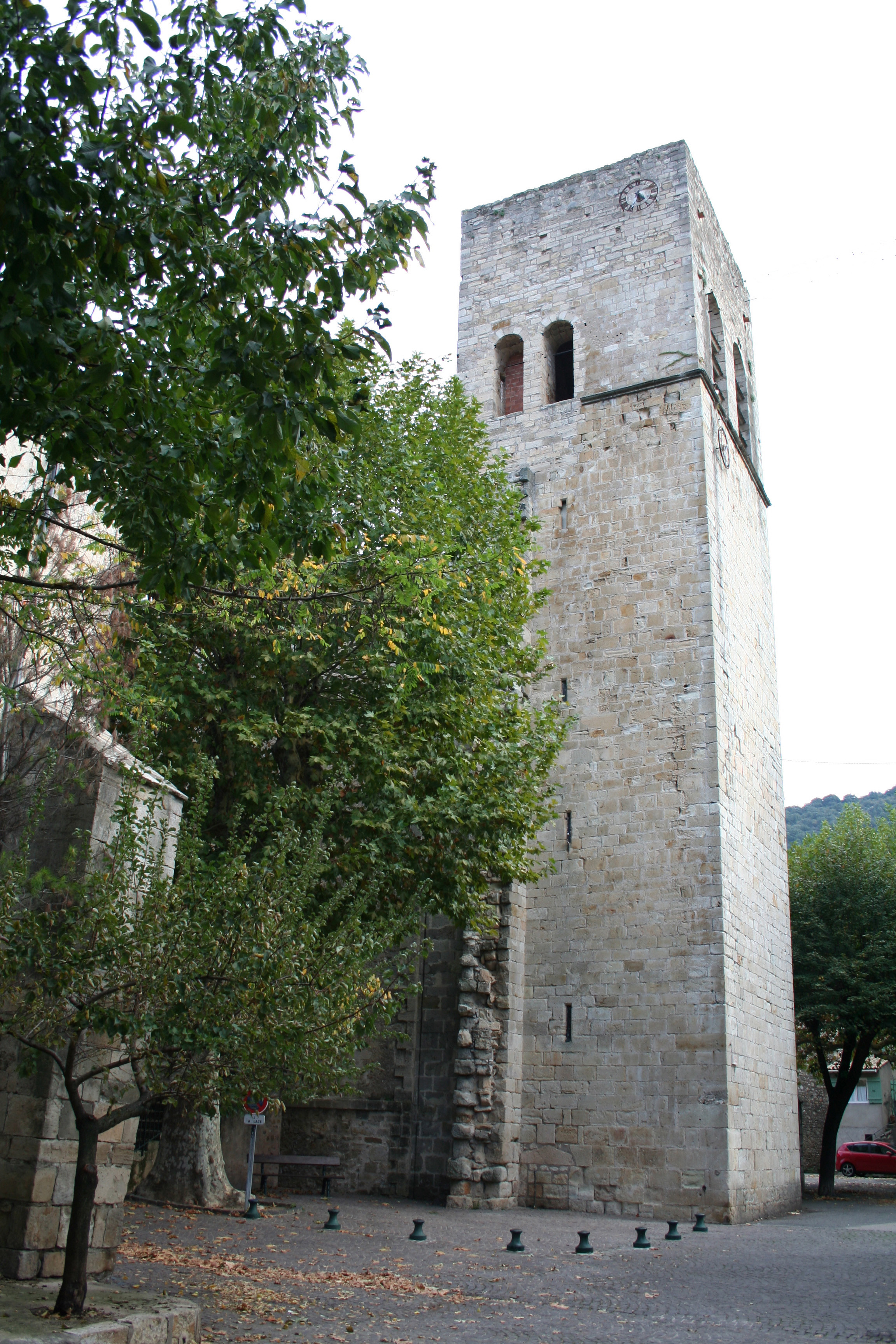